# Fagonia palmeri
Fagonia palmeri là một loài thực vật có hoa trong họ Zygophyllaceae. Loài này được Vasey & Rose miêu tả khoa học đầu tiên năm 1890.